# 哈卡拉—德拉伊斯梅尔汗高速公路
哈卡拉－德拉伊斯梅尔汗高速公路（英語：Hakla–Dera Ismail Khan Motorway），又称M14高速公路，是巴基斯坦正在修建的一条南北双向四车道的高速公路，是中巴经济走廊西线的一部分。
哈卡拉－德拉伊斯梅尔汗高速公路全长285（177英里）。公路通车后，将连通伊斯兰堡与拉瓦尔品第两大都会区，并将同时连接旁遮普省和开伯尔-普什图省的欠发达地区。

## 历史
2015年，巴基斯坦全党派会议决议通过中巴经济走廊西线项目。2016年3月31日，为落实这一决议，巴基斯坦计划发展和改革部部长阿赫桑·伊克巴尔主持的中央发展工作组初步批准了中巴经济走廊西线项目，其中包括造价1298亿卢比（约合12.4亿美元）的哈卡拉－德拉伊斯梅尔汗高速公路。2016年4月，巴基斯坦国家经济执行委员会批准修建哈卡拉－德拉伊斯梅尔汗高速公路，编号M14。
2016年5月，该条高速公路举行奠基仪式。巴基斯坦政府预计哈卡拉－德拉伊斯梅尔汗高速公路将于2020年6月完工。巴基斯坦国家高速公路管理局表示，该路段将分为雅里克－雷赫曼尼克尔段、雷赫曼尼克尔－科特贝利安段、贝鲁利－塔拉普段（55千米）、塔拉普－宾迪凯布段（62千米）、宾迪凯布－哈卡拉立交桥段（63千米）5个标段同时施工。

## 路线
M14高速公路始于旁遮普省法塔赫江哈卡拉立交桥，并与M1高速公路相连。公路其后向西南方向延伸，途径宾迪凯布、塔拉普、缅瓦利，并穿过信德的萨加尔多布地区。之后，M14高速公路在缅瓦利附近横跨印度河，进入开伯尔-普什图省辖境。
在开伯尔-普什图省境内，公路经沃兹镇，最终抵达德拉伊斯梅尔汗以北的雅里克镇。M14高速公路在雅里克镇附近与在建的N50国家高速公路相连，后者是连通德拉伊斯梅尔汗－兹霍布－奎達一线的重要干道。
哈卡拉－德拉伊斯梅尔汗高速公路全线将建设11座互通式立交桥、19座六车道高架桥、15座四车道桥梁、74条人行地下通道、259个涵洞。全线主要大桥3座，分别横跨萨万河（River Sawan）、印度河、科拉姆河（River Koram）。